# Йозеф Томан
Йозеф Томан (на чешки: Josef Toman) е чешки драматург, актьор и писател на произведения в жанра исторически роман.

## Биография и творчество
Йозеф Томан е роден на 6 април 1899 г. в Прага, Австро-Унгария. Прекарва детството и юношеството си в Рожмитале под Тремшинем. Учи в гимназията в Смишов (1910 – 1911) и в Рокикани (1911 – 1915). През 1918 г. завършва Бизнес академия в Прага. В периода 1920 – 1921 г. работи в посолството в Рим, а след това в търговско дружество със седалище в Палермо, Италия, което му позволява да опознае по-голяма част от Средиземноморието.
След завръщането си в Прага, в периода 1923 – 1945 г. участва в работа на Чешката филмова компания, като секретар и директор на Асоциацията на изящните художници, и в Клуба на съвременните писатели „Камен“. В периода 1945 – 1953 г. работи в Министерството на образованието и информацията, първо като началник на отдела за театър, а от 1948 г. като ръководител на промоцията на изкуствата. През 1953 г. се пенсионира поради здравословни причини и се посвещава на писателската си кариера. Има многобройни публикации във вестници и списания.
Започва да пише в началото на 20-те години. В началото на писателската си кариера пише съвременни романи, които нямат особен успех. В края на 30-те години, в сътрудничество със съпругата си се насочва към жанра на историческия роман.
Йозеф Томан умира на 27 януари 1977 г. в Прага.

## Произведения

### Самостоятелни романи
- Slavnost léta (1925)
- Zrání (1926)
- Háj, který voní skořicí (1927)
- David Hron (1929)
- Svět bez oken (1933)
- Člověk odnikud (1933)
- O nesmělém Kryšpínovi a nedočkavé Kateřině (1934)
- Přítelkyně (1936) – със съпругата си Мирослава Томанова
- Vosí hnízdo (1938), преиздаден след преработка като „Dům z karet“ (1956)
- Lidé pod horami (1940), преработен (1958)
- Don Juan (1944)
Дон Жуан: Животът и смъртта на Дон Мигел де Маняра, изд.: „Народна култура“, София (1972), прев. Катя Витанова
- Verše ze zákopů (1946)
- Slovanské nebe (1948), úprava (1962)
- Kde lišky dávají dobrou noc (1957) – с Мирослава Томанова
- Italská paleta (1962) – с Мирослава Томанова
- Po nás potopa (1963)
След нас и потоп, изд.: „Народна култура“, София (1979, 1981), изд. „Хипнос“ (1994), прев. Катя Витанова
- Sokrates (1975) – с Мирослава Томанова
Сократ, изд.: „Народна култура“, София (1985), прев. Донка Григорова, Мая Стоянова

### Драма
- Černé slunce (1928)
- Řeka čaruje (1936)
- Žába na prameni (1938)
- Vichřice (1941)

### Екранизации
- 1946 Reka caruje – история
- 1938 Lidé pod horami – история

### Филмография (актьор)
- 1953 Anna proletárka – като Кудела
- 1951 Slepice a kostelník – като Рерабек
- 1950 Veliká prílezitost – като Буран баща
- 1950 Zízen – като Вилан Мразек
- 1950 Daleká cesta – като полицай Крежчик

### Книги за Йозеф Томан
- Josef Toman, Miroslava Tomanová (1978) – от Йозеф Полак